# 涙のバレーボール
『涙のバレーボール』（なみだのバレーボール）は、塀内真人（現・塀内夏子）による日本の漫画作品。
『マガジンSPECIAL』（講談社）にて1986年1号から1987年2号まで連載されていた。単行本は全3巻。

## あらすじ
決して強豪高校とはいえない県立江陵高校のバレーボール部員の小柴光秀が、かつて「ミラクルサウスポー」と呼ばれながらも試合中の接触事故による捻挫が原因でコートを去った河合瞬を入部させ、インターハイ出場を目指す物語。

## 登場人物

### 江陵高校
河合 瞬（かわい しゅん）
2年B組・レフト、背番号4。
小柴 光秀（こしば みつひで）
2年A組・ライト、背番号3。
関森 巧二（せきもり こうじ）
2年B組・セッター、背番号2、主将。
大場（おおば）
2年・レフト、背番号1。
落合 ワタル（おちあい ワタル）
2年・センター、背番号5。
西野（にしの）
2年・センター、背番号6。
井本（いもと）
1年・第2セッター、背番号7。
早川 アキエ（はやかわ アキエ）
2年A組・バレー部マネージャー。
小柴 恵利（こしば えり）
1年C組・バレー部マネージャー。光秀の妹。
森田（もりた）
物理教師・バレー部顧問。

### 桐嶺商業高校
大橋 健吾（おおはし けんご）
2年・センター、背番号1。
阿南 義人（あなみ よしひと）
1年・レフト。
朝比奈 譲（あさひな ゆずる）
2年・セッター、背番号2。
土屋 裕（つちや ひろし）
3年・レフト（エース）、背番号4、キャプテン。

### その他
山崎 誠二（やまさき せいじ）
ミュンヘン五輪にも出場した元全日本選手で、現全日本コーチ。河合を全日本にスカウトする。